# トゥヴァ共和国

トゥヴァ共和国
ロシア語：Республика Тыва
トゥヴァ語：Тыва Республика

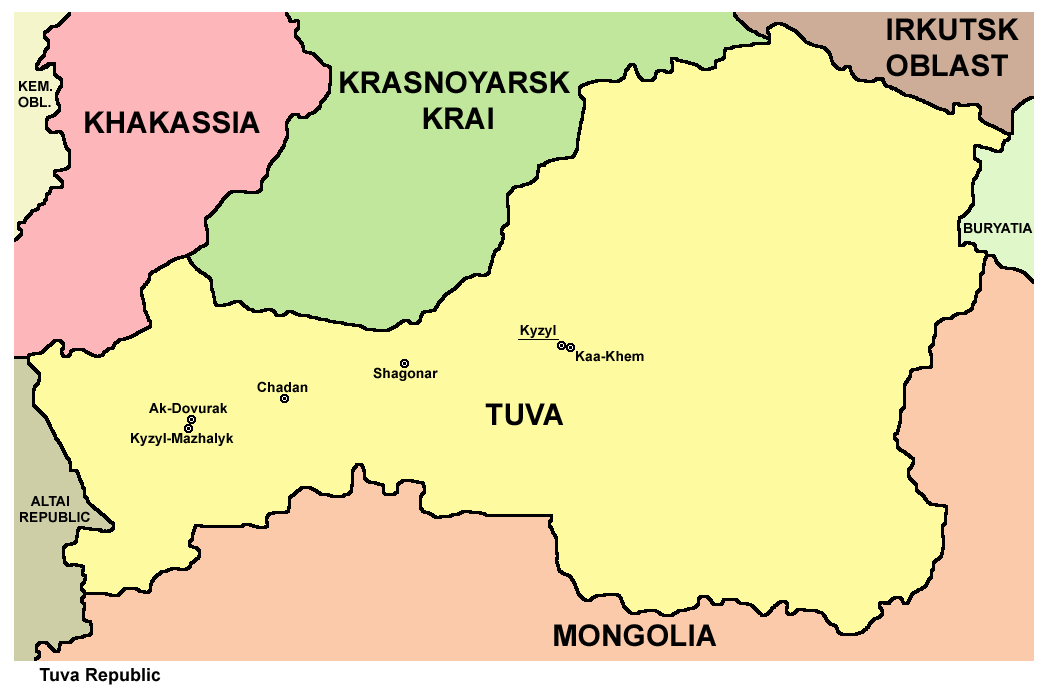

トゥヴァ共和国（トゥヴァきょうわこく、Республика Тыва、トゥバ共和国、トゥーヴァ共和国とも）は、アジアの中央部に位置し、ロシア連邦を構成する共和国の1つ。1990年12月12日、トゥヴァ自治ソビエト社会主義共和国はトゥヴァソビエト最高会議第7会議で国家主権宣言を採択し、1991年11月に独立を宣言した。国歌は「我、トゥヴァ人なり」。
東はブリヤート共和国、南はモンゴル国、西はアルタイ共和国、北西はハカス共和国、北はクラスノヤルスク地方、北東はイルクーツク州と接している。

## 地理

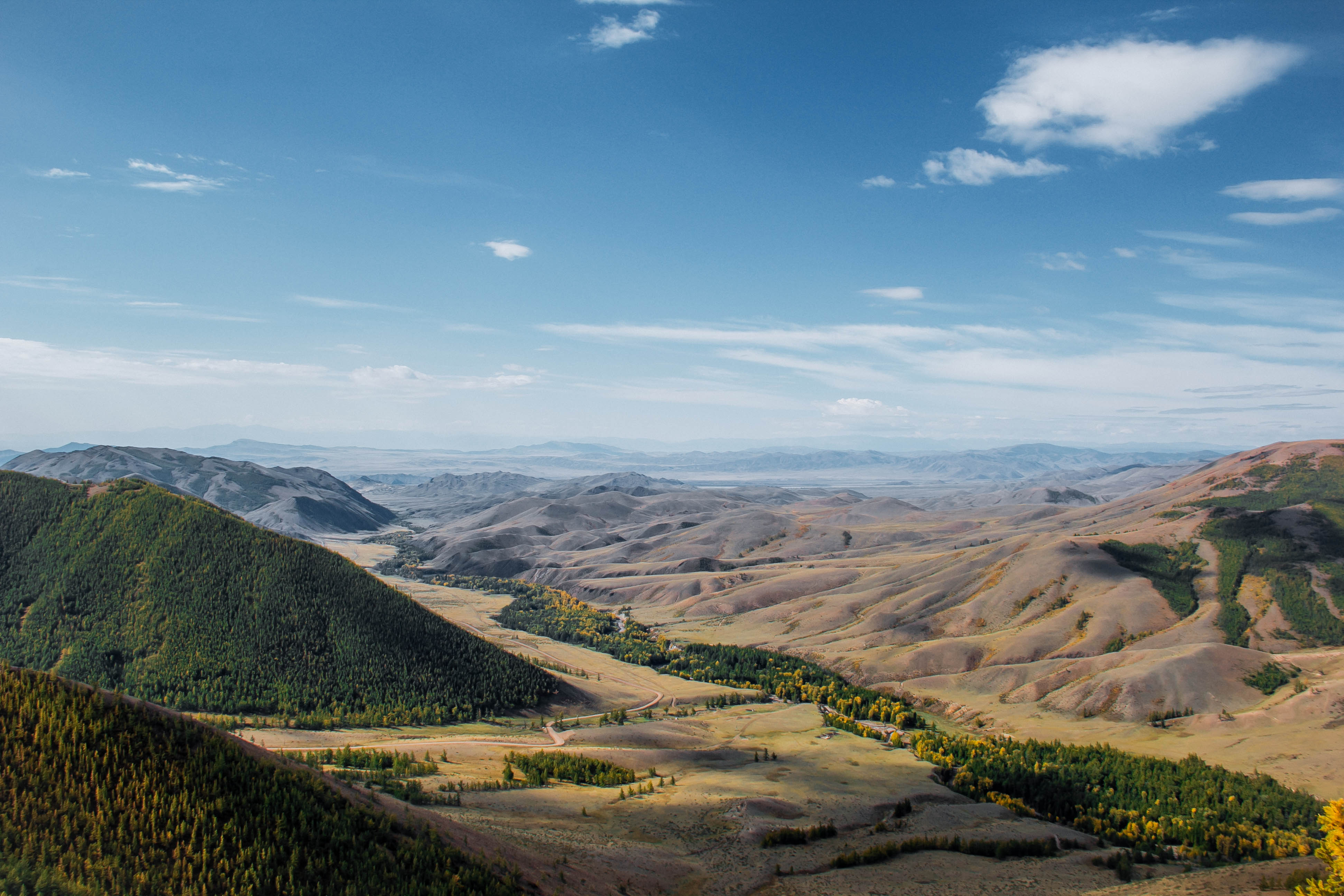
トゥヴァ共和国の風景

北はサヤン山脈によってハカス共和国、クラスノヤルスク地方と接し、南はほぼタンドゥ山脈（トゥバ語: Таңды-Уула）によってモンゴル国と接する。
国内を流れるほとんどの河川はエニセイ川の水系である。主要河川はウルグ＝ヘム川（トゥバ語: Улуг-Хем、上エニセイ河）と、その左岸支流のヘムチク川（トゥバ語: Хемчик）である。さらに上エニセイ川は、クズル市で合流するビー＝ヘム川（トゥバ語: Бий-Хем、Bii-Khem、大エニセイ川）とカー＝ヘム川（トゥバ語: Каа-Хем、Kaa-Khem、小エニセイ川）よりなっている。共和国には多くの湖が存在する。
サヤン山脈と、タンドゥ山脈に挟まれた大きな盆地ともいえる地勢で、「盆地」の平均標高はほぼ1000ｍ。最低標高は、ウルグ＝ヘム川（上エニセイ河）がクラスノヤルスク地方に流出する550ｍで、最高地点は3,976ｍのムンギュン・タイガ山（トゥバ語: Мөңгүн-Тайга - Silver Mountain）である。

### 標準時
この地域は、クラスノヤルスク時間帯の標準時を使用している。時差はUTC+7時間で、夏時間はない（2011年3月までは標準時がUTC+7で夏時間がUTC+8、同年3月から2014年10月までは通年UTC+8であった）。

### 行政区画

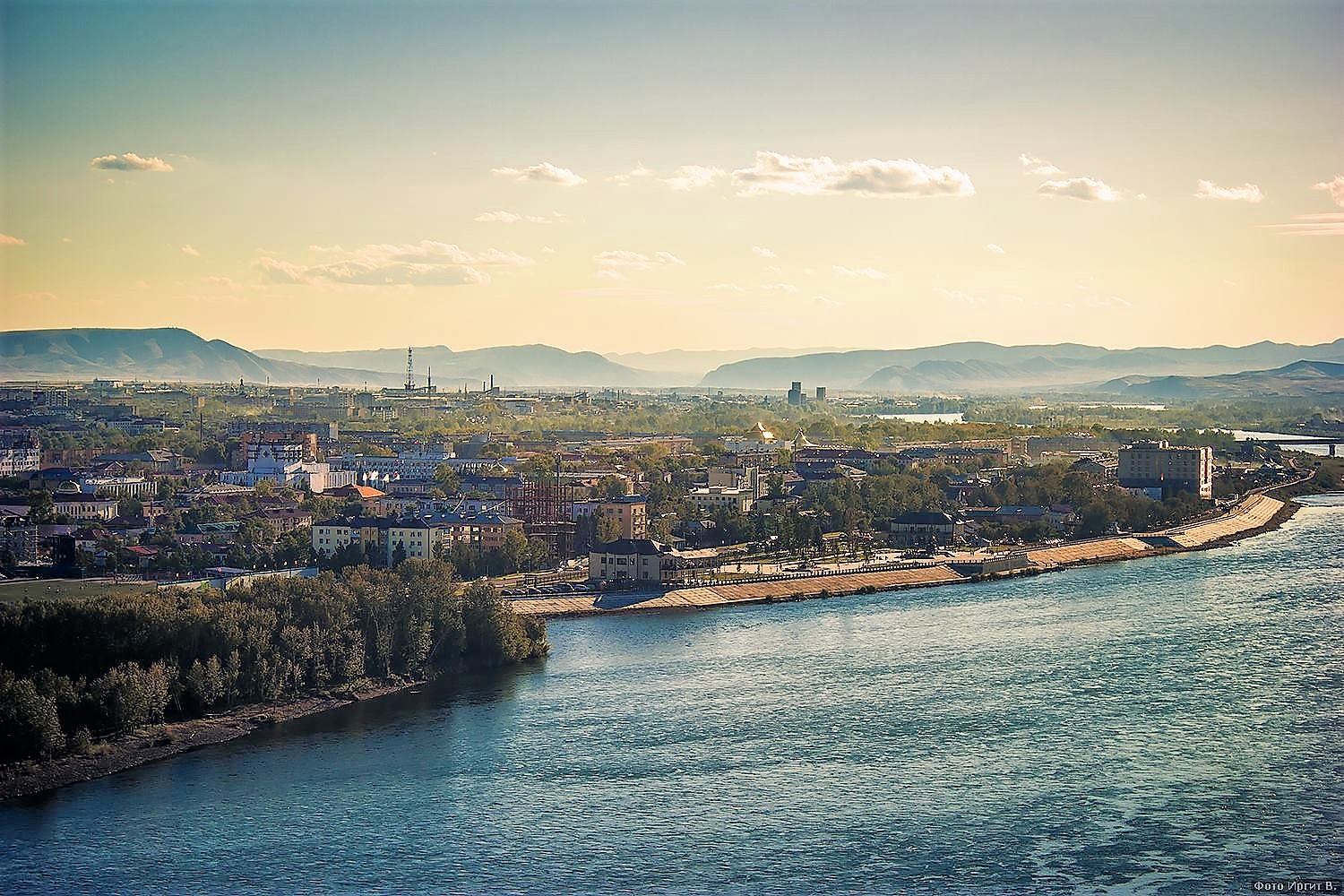
クズル市

直轄地が2都市と17地区からなる。
直轄市
- クズル市
- アク＝ドブラク（ロシア語版）市

地区
- バイ＝タイガ地区
- バルーン＝ヘムチク地区
- スュット＝フル地区
- チューン＝ヘムチク地区
- チャー＝フル地区
- ウルグ＝ヘム地区
- ピー＝ヘム地区
- テレ・フル地区
- トジュ地区
- クズル地区
- チェディ＝フル地区
- タンドゥ地区
- カー＝ヘム地区
- ムンギュン＝タイガ地区
- ウブュル地区
- テス＝ヘム地区
- エルズィン地区

## 歴史
この地域は、清代のタンヌ・ウリャンハイ（漢字表記：唐努烏梁海）に相当する地域で、元滅亡後はオイラトのジュンガル・ホンタイジ国とホトゴイドのハルハのアルタン・ハン国に支配される複雑な歴史を送ってきた。
清代になると、オイラトと東モンゴルを支配するハルハに対して清がタンヌ・ウリャンハイを巡って争った。
1755年に乾隆帝がジュンガル・ホンタイジ国を滅亡させて、清がタンヌ・ウリャンハイを併合した。しかし、緩衝国となっていたジュンガルが無くなったことでロシアの進出が始まった。
1727年のキャフタ条約を切っ掛けに、清朝が国境警備兵をサヤン山脈からタンドゥ山脈（トゥバ語: Таңды-Уула）に移していた。
1839年になるとロシア帝国がこの地域に入植を開始し、サヤン山脈に2つの金鉱山を開いた。それでも1911年の辛亥革命まで名目上は清の領土であったが、ロシア帝国はトゥバ人の分離主義運動を扇動しトゥバを形式的に独立させた。1914年、ロシアの保護領とした（ウリャンハイ地方）。

トゥバ人民共和国の国旗

1917年のロシア革命に伴う混乱は、トゥバを再び独立させた。
1921年に、ロシア共産党によって一般的にはタンヌ・トゥバと呼ばれているトゥバ人民共和国（露：Тувинская Народная Республика）が建国された。
トゥバ人民共和国は、1944年にソビエト連邦に自治州として編入され、1961年10月にはトゥヴァ自治ソビエト社会主義共和国として自治共和国に昇格した。
1991年12月25日にソ連が崩壊しロシア連邦が成立すると、トゥヴァ共和国にロシア共和国から独立権を得ていたが、ロシア連邦に加盟するという意向となり、ロシア連邦の構成国になることとなった。
1992年3月31日にトゥバ共和国はロシア連邦条約に調印し、ロシア連邦の連邦構成主体となってからは、共和国の名称もロシア語表記の Туваからトゥバ語表記の Тываに変更された。
2022年ロシアのウクライナ侵攻が始まるとトゥヴァ共和国出身の兵士がウクライナに向かい、多くの負傷者、戦死者を出した。
中華民国は、現在でもトゥバが自国領であると主張しており、最近まで発行されていた官製の「中華民国全図」には、自国領として中華人民共和国統治区域・モンゴル国などに加えトゥバが含まれていた。当時の地図では「唐努烏梁海」という表記であった。

## 政治
政府議長（元首格）は、ヴラディスラフ・ホバルグ（2021年就任）。かつては首相職も設置されていたが1992年に廃止されている。

## 経済

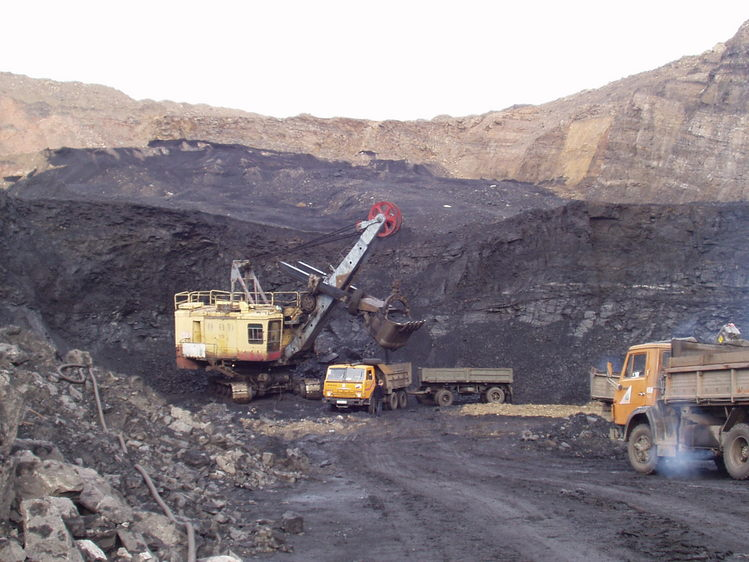
トゥヴァの炭鉱

### 産業
主要産業は鉱工業であり、他に金属加工や食品工業、林業、畜産、毛皮獣捕獲などがある。工業生産の大部分は首府クズルとアク＝ドブラクに集中している。

### 資源
非鉄金属、希金属、石炭、アスベスト、鉄鉱、金、銅、イリジウム、雲母、岩塩、グラファイト、大理石、マグネサイト、硫黄

## 教育機関

### 大学
- トゥヴァ国立大学（英語版）

## 観光

### 名所・旧跡
- ポル＝バジン - ウイグルの遺跡。

## 文化

### 民族
2021年の国勢調査によると、居住する民族の割合はトゥバ人88.7%、ロシア人10.1%、ハカス人0.1%、その他1.1%となっている。ロシア国内で最も合計特殊出生率が高い地域であり、2014年の出生率が3.49人となっている。

## その他

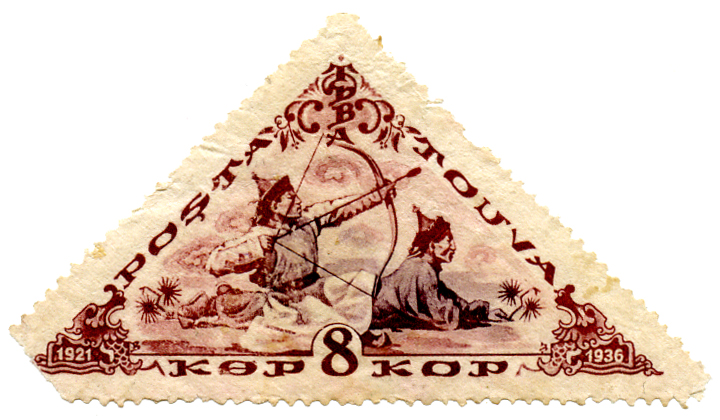
1936年発行の8コペイカ切手

- 『ファインマンさん最後の冒険』において、ノーベル物理学賞受賞者のリチャード・P・ファインマンは、鉄のカーテンの向こうにあったソビエト連邦（当時）治下の当共和国をなんとかして訪れようと、あの手この手を使って努力する。
- 1920年代から1930年代にかけて、同国は「タンヌ・トゥーバ」として、郵便切手を発行していた。当時としては斬新なデザインのため、前述のファインマンを含め、多くの者が魅了されたが、実際に郵便に使用されているかが疑問とされ、世界的切手図鑑である「スコットカタログ」では掲載が見送られている[要出典]。
- 黒澤明監督映画「デルス・ウザーラ」（1975年）の主役デルス・ウザーラを演じた俳優・歌手マクシム・ムンズク（ロシア語版、英語版）はトゥバ人である[要出典]。
- ロシア大統領府は2017年8月5日、プーチン大統領がトゥヴァ共和国山中の湖で夏休みを過ごした映像を公開した。釣りのほか、水温17度以下と冷たい湖水にもかかわらず水泳を行い、水中でカワカマスを２時間追いかけ、捕獲したという[6]。2018年8月、2021年3月に再び訪れた[7][8]。
- 大相撲力士の狼雅外喜義は、トゥヴァ共和国クズル出身である（国籍はモンゴル）

## 関連文献
- 鴨川和子著『トゥワー民族』晩声社、1990年9月、ISBN 4891882018
- オットー・メンヒェン＝ヘルフェン著/田中克彦訳『トゥバ紀行』岩波文庫、1996年6月、ISBN 4003347110（原著 Otto J. Mänchen-Helfen "Journey to Tuva"）
- 等々力政彦著『シベリアをわたる風』長征社、1999年7月、ISBN 4924929352
- 巻上公一著『声帯から極楽』筑摩書房、1998年3月、ISBN 4480872930
- ラルフ・レイトン著『ファインマンさん最後の冒険』岩波書店、1991年（岩波現代文庫、2004年）、ISBN 0295981121（ISBN　4006030975）
  - Ralph Leighton『Tuva or bust! : Richard Feynman's last journey』New York : W.W. Norton、1991年 ISBN 0393029530
- Sevyan Vainshtein著『Nomads of South Siberia -The pastoral economics of Tuva』Cambridge University Press、1980年、ISBN 0-521-22089-0 （著者名のキリル文字表記: Севьян Израилевич Вайнштейн）